# 薩基區
薩基區（烏克蘭語：Сакський район），是法理上烏克蘭克里米亞自治共和國的一個旧區，但事实上是俄罗斯克里米亞共和國的一个区。位於克里米亞半島西部，行政中心為薩基市級鎮。人口数量为78,069人。

## 2020年乌克兰行政区划改革
2020年7月乌克兰在全境实行了行政区划改革，包括当时被俄罗斯占领的克里米亚半岛。克里米亚自治共和国的14个区和11个共和国直辖市重组为10个区。萨基区合并至新成立的叶夫帕托里亚区。设立新区的法律在2023年9月7日正式生效，但由于乌克兰并未实际控制克里米亚，故事实上新区并未真正运作。

## 人口
根據2001年之烏克蘭人口普查，該地區的人口為80,964人。民族構成：
- 俄羅斯族 - 45.2％
- 烏克蘭族 - 31.5％
- 克里米亞韃靼族 - 17.5％
- 白俄羅斯族 - 2.2％
- 波蘭族 - 0.2％
- 摩爾多瓦族 - 0.2％[4]。

人口自2013年6月1日統計為78,069人。其中城鎮人口為6,573人（8.42％），農村人口為71,496人（91.58％）。